# More Fish
Albums de Ghostface Killah
Live in New York City
(2006) Hidden Darts
(2007)
More Fish est le sixième album studio de Ghostface Killah, sorti le 12 décembre 2006.
L'album s'est classé 13e au Top R&B/Hip-Hop Albums et 71e au Billboard 200.
Le titre Joséphine se trouve également sur l'album Hi-Teknology²: The Chip de Hi-Tek, sorti en octobre 2006.

## Liste des titres
| No  | Titre                                                            | Contient un (des) sample(s) de               | Durée |
| --- | ---------------------------------------------------------------- | -------------------------------------------- | ----- |
| 1.  | Ghost Is Back (featuring Tracy Morgan)                           | Juice (Know the Ledge) d'Eric B. & Rakim     | 5:04  |
| 2.  | Miguel Sanchez (featuring Trife Da God et Sun God)               | Love Is Life d'Earth, Wind and Fire          | 2:51  |
| 3.  | Guns N' Razors (featuring Trife Da God, Cappadonna et Killa Sin) |                                              | 3:15  |
| 4.  | Outta Town Shit                                                  | Drama Blackcloth d'Alan Tew                  | 3:45  |
| 5.  | Good (featuring Trife Da God et Mr. Maygreen)                    | Love Music d'Earth, Wind & Fire              | 3:41  |
| 6.  | Street Opera (featuring Sun God)                                 |                                              | 3:53  |
| 7.  | Block Rock                                                       | Dronsz de Novalis                            | 2:33  |
| 8.  | Miss Info Celebrity Drama (skit) (featuring Miss Info)           |                                              | 0:44  |
| 9.  | Pokerface (featuring Shawn Wigs)                                 | Wichita Lineman de Sunday's Child            | 2:45  |
| 10. | Greedy Bitches (featuring Redman et Shawn Wigs)                  | T.B. Sheets de Van Morrison                  | 3:38  |
| 11. | Josephine (featuring Trife Da God et The Willie Cottrell Band)   |                                              | 4:09  |
| 12. | Grew Up Hard (featuring Trife Da God et Solomon Childs)          | Crossing Over the Bridge d'Inez Foxx         | 4:47  |
| 13. | Blue Armor (featuring Sheek Louch)                               | Innocent Hearts de John Farnham              | 3:08  |
| 14. | You Know I'm No Good (featuring Amy Winehouse)                   |                                              | 4:23  |
| 15. | Alex (Stolen Script)                                             | The Thief Who Came to Dinner d'Henry Mancini | 2:48  |
| 16. | Gotta Hold On (featuring Shawn Wigs et Eamon)                    |                                              | 3:01  |
| 17. | Back Like That (Remix) (featuring Kanye West et Ne-Yo)           |                                              | 4:01  |